# Gokujō seitokai
Gokujō seitokai (極上生徒会? lett. "Il miglior consiglio studentesco") è un manga scritto e disegnati da Mattaku Mo-Suke, pubblicato sulla rivista Dengeki Comic Gao! da febbraio 2005 a dicembre 2006 e in seguito raccolto in tre volumi da Media Works. Nello stesso anno di inizio ne è stata tratta una serie televisiva anime di 26 episodi prodotta da Konami e J.C.Staff e trasmessa su TV Tokyo dal 6 aprile al 28 settembre 2005.

## Trama
Le vicende di Gokujō seitokai si svolgono presso l'istituto Miyagami Gakuen, un liceo per sole ragazze guidato dal "Consiglio studentesco detentore della massima autorità" o più semplicemente "Consiglio studentesco Gokujō". L'istituto Miyagami Gakuen è una scuola piuttosto giovane. È stata infatti fondata da Jinguji Kanade, attuale presidentessa del Consiglio studentesco Gokujō oltre che studentessa della scuola. Kanade, erede dell'antica e rinomata famiglia giapponese Jinguji, ha dato vita al liceo per poter realizzare il suo sogno, ovvero creare un luogo dove sia garantito a tutti un profondo senso di libertà e la possibilità di realizzare i propri desideri. La presenza degli adulti è, pertanto, quasi del tutto nulla e il liceo è autogestito dagli studenti, mentre tutta l'autorità è nelle mani di Kanade.
La protagonista è Rando Rino una ragazzina che, dopo la morte della madre, viene accolta nella scuola grazie alla raccomandazione di Mr. Poppit, suo amico di penna. Ma proprio quando tutto sembra mettersi per il meglio e Rino può finalmente trasferirsi nella penisola dove sorge la scuola, un incendio distrugge la sua nuova casa e Rino rimane da sola con il pupazzo Pucchan, meditando sull'impossibilità di frequentare il liceo e sul suo futuro. Sarà proprio il Consiglio studentesco Gokujō, di cui Rino diventerà segretaria, a garantirle la possibilità di rimanere e portare a termine i propri studi.

## Personaggi

### Consiglio studentesco
Il Consiglio studentesco Gokujō è il massimo esempio della libertà che Kanade ha voluto creare nella scuola. Esso è diviso in quattro gruppi: i membri esecutivi, il gruppo d'assalto, l'infiltrazione e i responsabili ai veicoli. Il suo scopo è quello di risolvere tutti i problemi che ruotano intorno alla scuola, organizzare gli eventi più importanti e gestire il bilancio del liceo.

#### Membri esecutivi
Jinguji Kanade (神宮司奏?, Jinguuji Kanade)Seiyu: Hitomi Nabatame
Kanade è la presidentessa del Consiglio studentesco Gokujō e al contempo la fondatrice dell'istituto Miyagami, di cui si occupa insieme alle sue due vicepresidentesse, Kinjo Nanaho (a capo del gruppo di assalto) e Ginga Kuon (a capo dell'infiltrazione). In quanto membro della famiglia Jinguji, è anche colei che dovrà rappresentare la sua famiglia alla morte del nonno, dal quale ha ereditato la capacità di comunicare le proprie emozioni telepaticamente. Sin dalle prime battute della storia, Kanade dimostra un forte attaccamento nei confronti di Rino, che cresce con l'evolversi della vicenda. Nel fandom yuri, gli ultimi episodi dell'anime, dove viene approfondito il rapporto esistente fra le due, sono letti in chiave tipicamente subtext, a tradire un legame che va oltre la semplice amicizia.
Rando Rino (蘭堂りの?, Randŏ Rino)Seiyu: Yukari Tamura
Rino è a tutti gli effetti la protagonista della serie. Entra casualmente a far parte del Consiglio studentesco Gokujō come segretaria, nei primi episodi dell'anime e solo dopo si verrà a sapere come tale ingresso fosse in realtà voluto dalla presidentessa Kanade. Infatti, sebbene non ne sia a conoscenza, anche Rino appartiene alla famiglia Jinguji e come Kanade ha ereditato forti capacità psioniche. Rino è sempre accompagnata da Pucchan, un pupazzo dal quale non si separa mai.
Ichikawa Mayura (市川まゆら?, Ichikawa Mayura)Seiyu: Miyuki Sawashiro
Mayura è la contabile del Consiglio studentesco Gokujō. La vediamo sempre occupata nel tentativo di far quadrare i bilanci, per porre rimedio alle iniziative delle sue compagne che non sembrano interessate al budget della scuola.

#### Assalto
La Squadra d’assalto (遊撃部?, Yŭgekibu) è l'organo interno al Consiglio studentesco Gokujō che si occupa della sicurezza della scuola. È composta da: Nanaho, Sayuri, Rein e Kaori.
Kinjo Nanaho (金城奈々穂?, Kinjō Nanaho)Seiyu: Junko Noda
Nanaho è il capo del gruppo d'assalto del Consiglio studentesco Gokujō oltre, ovviamente, ad essere una delle due vicepresidentesse al fianco di Kanade. La sua arma, come membro del gruppo d'assalto, è rappresentata da uno yo-yo che Nanaho usa per colpire dalla distanza i propri avversari. Di lei si sa che a discapito dell'aspetto fortemente mascolino, ha un carattere sensibile e ama collezionare bambole e peluche. Con il trascorrere degli eventi, si apprende del legame esistente fra la famiglia Jinguji e la famiglia Kinjo e di come da sempre i membri di quest'ultima si siano occupati della protezione dell'antica famiglia giapponese. Esattamente come i suoi fratelli, anche Nanaho fu associata ad un Jinguji da proteggere, Kanade, e sebbene in principio rifiutasse il suo destino, ben presto fra le due nacque un profondo legame e da allora Nanaho non si è più separata dalla presidentessa del Consiglio. Nel fandom yuri, i suoi sentimenti per Kanade sono ritenuti palesi, sebbene nella serie non sia presente nulla che sembri testimoniare o smentire questo punto di vista. Va comunque detto che Nanaho è spesso vittima più o meno volontaria delle sue compagne e viene spesso fatta passare per un uomo. In alcuni episodi vengono anche sollevati dubbi, sempre dagli altri membri del consiglio, sulle sue preferenze sessuali.
Hida Sayuri (飛田小百合?, Hida Sayuri)Seiyu: Ayako Kawasumi
Sayuri è il membro dell'assalto più talentuoso dopo Nanaho. Fa parte della famiglia Hida, da sempre dedita alle arti marziali, e nella scuola usa come arma una katana di legno, o bokken. Di lei sappiamo che il suo talento è tale che durante un duello con il maestro Kimizuka riuscì ad utilizzare, in maniera del tutto inconsapevole, una tecnica di combattimento da sempre associata alla sua famiglia, ma la cui pratica era stata proibita da anni in quanto ritenuta letale. Precipitata nel baratro dei sensi di colpa, fu proprio Kanade a salvarla garantendo a lei, e alla sua amica d'infanzia Rein, un futuro nella scuola.
Tsunomoto Rein (角元れいん?, Tsunomoto Rein)Seiyu: Yuki Matsuoka
Rein fa parte del gruppo d'assalto esattamente come Sayuri, con la quale è cresciuta insieme, ed utilizza come arma le sue carte da gioco, che lancia come se fossero dei coltelli. Orfana di madre, fu abbandonata in tenera età dal padre, giocatore d'azzardo da cui ha ereditato il vizio per le scommesse. Di lei si prese cura proprio la famiglia Hida, ed è per questo che Rein è tanto legata a Sayuri.
Izumi Kaori (和泉香?, Izumi Kaori)Seiyu: Chiwa Saitō
Kaori è l'ultimo membro del gruppo d'assalto e a differenza delle altre non usa armi per combattere, piuttosto si batte a mani nude. Kaori è compagna di classe di Ayumu e Rino e nei confronti di questa prova un forte sentimento di gelosia a causa delle attenzioni riservatele da Kanade. Nei confronti di Kanade, d'altrocanto, Kaori sembra aver sviluppato un forte stato di dipendenza emotiva. Le sue fantasie in tal proposito lasciano ben poco spazio all'interpretazione e sono evidentemente yuri.

#### Infiltrazione
La Squadra d’infiltrazione (隠密?, Onmitsu), conosciuta anche semplicemente come l'infiltrazione, è specializzata nella raccolta delle informazioni riguardanti tutti coloro che si muovono intorno alla scuola. Simile ad una squadra d'intelligence, lavora nell'ombra e i suoi membri sono specializzati soprattutto nell'arte dello spionaggio.
Ginga Kuon (銀河久遠?, Ginga Kuon)Seiyu: Kaori Shimizu
Kuon è il capo dell'infiltrazione, oltre ad essere – con Nanaho – l'altra vicepresidentessa al fianco di Kanade. Di lei si sa veramente poco e solo con il trascorrere degli episodi si apprenderà come in realtà sia una spia in missione per indagare sui poteri segreti della famiglia Jinguji. Tuttavia, il suo attaccamento nei confronti di Kanade sembra essere molto forte e sincero, cosa questa che le causerà non pochi problemi di coscienza, per la difficoltà di scegliere fra i propri doveri e i suoi stessi sentimenti. Di per contro, Kanade sembra assolutamente consapevole della missione di Kuon e nel pieno rispetto dei principi su cui ha fondato la scuola – garantire a tutti la possibilità di realizzare i propri sogni – farà il possibile per costringere Kuon a rimanere nel liceo ed indagare sui suoi poteri, qual che sia il prezzo da pagare nel caso Kuon dovesse riuscire a scoprire la verità.
Katsura Seina (桂聖奈?, Katsura Seina)Seiyu: Kumi Sakuma
Seina, di solito Seina-senpai, è l'unico membro della squadra d'infiltrazione, oltre a Kuon, la cui identità è resa nota sin dall'inizio della serie. Seina è calma e posata, sempre disponibile e capace. Veglia di nascosto sull'operato di Kuon per volere di Kanade, per tenere nascosta al resto del Consiglio la verità a proposito del capo dell'infiltrazione. Solo più tardi, con il procedere degli eventi, si scoprirà come in realtà anche Seina sia una Jinguji, che tuttavia ha dovuto abbandonare il proprio cognome non avendo ereditato poteri particolari dalla famiglia di origine.
Kutsugi Kotoha (矩継琴葉?, Kutsugi Kotoha)Seiyu: Kana Ueda
Kotoha è il membro dell'infiltrazione più talentuoso. La sua identità rimane segreta per buona parte della serie, fin quando la situazione nel Consiglio studentesco Gokujō non diventa tale da esigere la sua presenza attiva. Inconsapevole della verità su Kuon, si troverà ad indagare proprio sulla vicepresidentessa del Consiglio, trovando però sulla sua strada Seina. Solo la consapevolezza di come sia la stessa presidentessa Kanade a volere che Kuon rimanga nella scuola e nel Consiglio sembrerà appianare le divergenze Kotoha e Kuon, giunte intanto ai ferri corti.
Ohme Ayumu (桜梅歩?, Oume Ayumu)Seiyu: Eri Sendai
Ayumu è la migliore amica di Rino, nonché sua compagna di classe. Anche lei fa segretamente parte della squadra d'infiltrazione e solo tardi nella serie si scoprirà come alcuni suoi atteggiamenti (ad esempio spingere Rino a candidarsi come capo classe per poter entrare nel Consiglio studentesco) siano in realtà iniziative della presidentessa Kanade. Ayumu lavora spesso in coppia con Kotoha, sfruttando le sue abilità di ninja al servizio del Consiglio Gokujō, sebbene da tempo abbia rinnegato la sua vita come membro del clan ninja Oume, preferendo comportarsi come una semplice studentessa liceale.

#### Veicoli
Manabe Cyndi (シンディ真鍋?, Shindei Manabe)Seiyu: Tomoko Kawakami
Cyndi è l'unico membro della squadra Veicoli. È uno dei personaggi più atipici della serie: di origini americane, si esprime in un ibrido imbarazzante fra inglese e giapponese. È anche la causa degli incubi peggiori di Mayura, finendo con il distruggere un'auto ogni qual volta si ritrova al volante. Ha una cotta per Pucchan.

### Altri
Katsura Minamo (桂みなも?, Katsura Minamo)Seiyu: Ayumi Tsuji
Minamo è la sorellina minore di Seina. Esattamente come la maggiore, anche lei pur essendo una Jinguji non ha ereditato alcun potere dell'antica famiglia giapponese. Entra a far parte del Consiglio studentesco Gokujō come membro ad honorem. Soffre di anemia.
PucchanSeiyu: Yukari Tamura
Pucchan è il pupazzo senziente che da sempre accompagna Rino. Solo tardi nella serie si scoprirà come in realtà Pucchan sia il fratello maggiore di Rino, morto bambino e la cui anima continua a vivere in questa forma. Pucchan è anche colui che ha ereditato il massimo potere dei Jinguji e che pertanto prenderà il posto di Kanade come futuro rappresentante della famiglia.
Mr. PoppitMr. Poppit è l'amico di penna dall'identità segreta che si occupa di far ammettere Rino, dopo la morte della madre, all'interno del Miyagami Gakuen. Solo tardi nella serie si scoprirà che, in realtà, Mr Poppit non è altri se non la presidentessa Kanade.
LanceLance è un pupazzo identico, in tutto e per tutto, a Pucchan. È attraverso la sua comparsa che apprendiamo come in realtà tali pupazzi non siano che le nuove sembianze in cui vivono le anime di antichi membri della famiglia Jinguji o loro diretti sottoposti.

## Colonna sonora

### Sigla d'apertura
- Koi se yo onna no ko (恋せよ女の子?) di Yukari Tamura

Esistono diverse versioni della sigla di apertura. Nella prima, dietro le sagome di Kuon e Seina vi sono due ombre scure non identificabili. Dall'episodio 16 in avanti, l'ombra a destra prende forma e si rivela essere Kotoha. Dall'episodio 21 in avanti, anche l'ombra a sinistra prende forma nelle sembianze di Ayumu.

### Sigle di chiusura
- Guuzen tenshi偶然天使 (?) di Gokujou Seitokai Shikkoubu
- Koi suru miracle (恋する奇跡<ミラクル>?) di Gokujou Seitokai Yuugeki+Sharyoubu

### Gokujo Drama & Gokujo Soundtrack Vol.1
1. Avant Title
2. Koi se yo Onna no Ko (TV size)
3. Gokujo Drama 'Gokujo Shuugakuryokou' Prologue ~Kaigi nite~
4. Haikei, Mister Puppet
5. Tsutaetai Koto
6. Aru asa no Hitokoma
7. Namida mo Kanashimi mo
8. Sono Yasashisa wo Mune ni
9. Gokujo Drama 'Gokujo Shuugakuryokou' Episode # ~Mottomo Kouka na Survival~
10. Chotto Matte!
11. TROUBLE HOLIDAY
12. Shinkoku na Jitai
13. Rino to Pucchan
14. Gokujo Drama 'Gokujo Shuugakuryokou' Episode # ~Itsuka Bijou to Yajuu to Ouji-sama ga~
15. Kyokudai Kengen Hoyuu Saijoukyuu Seitokai
16. Guuzen to Hitsuzen
17. MISSION -Activation-
18. MISSION -Strain tail-
19. CHASE AND FIGHT!
20. Moshimo Anata ni Aeta nara
21. Gokujo Drama 'Gokujo Shuugakuryokou' Episode 3 ~Shika Senbei ni Ki wo Tsukero!~
22. Guuzen Tenshi (TV size)
23. Gokujo Drama 'Gokujo Shuugakuryokou' Epilogue ~Shuugakuryoku no Omoide~
24. Ichikawa Mayura Image Song 'ONLY PLACE'

### Gokujo Drama & Gokujo Soundtrack Vol.2
1. Avant Title
2. Gokujo Drama 'Gokujo Arbeit' Prologue ~Kinkyuujidai~
3. Shutsudou! -Gokujo Seitokai no Theme-
4. Kokage no Shita de
5. Uwasa Hanashi wa O-suki_
6. Sono Mune no Oku no Jijitsu
7. Nodoka na Hirusagari
8. Gokujo Drama 'Gokujo Arbeit' Episode # ~Sousama no Restaurant~
9. Oshaberi no Yukue
10. Ano Oka made Ikou
11. Todokanai Tooi Yume
12. Sorya nain janai!_
13. Itoshisa mo Yasashisa
14. Gokujo Drama 'Gokujo Arbeit' Episode # ~Wakana to Shitagi to Yasashii Yatsura~
15. SECRET MANEUVERS
16. A TENSE ATMOSPHERE
17. BE ACTIVE
18. CRISES!!
19. Sore wa Suteki na Ketsumatsu
20. Komorebi no Mukou ni
21. HAPPY, LOVE, AND DELICIOUS!!
22. Gokujo Drama 'Gokujo Arbeit' Episode 3 ~Rino yori, Ai wo Komete~
23. Koi Suru Miracle (TV Size)
24. Gokujo Drama 'Gokujo Arbeit' Epilogue ~Yosan no Yukue~
25. Izumi Kaori Image Song Precious Moment